# Otto Gerig
Otto Gerig (né le 9 juin 1885 à Rosenberg, mort le 3 octobre 1944 à Buchenwald) est un syndicaliste et homme politique allemand.

## Biographie
Otto Gerig est le troisième des dix enfants d'un enseignant et organiste. Après le diplôme de la Hauptschule en 1899, il suit une formation complémentaire à l'Institut de technologie de Karlsruhe et termine un apprentissage de commis aux assurances. Il travaille pour des compagnies d'assurance. Un emploi chez Bâloise Assurances le conduit à Cologne.
Gerig s'engage en 1907 au sein de l'Association nationale allemande des employés du commerce (de) (DHV). Plus tard, il est membre à plein temps du conseil d'administration du DHV et, de 1921 à 1922, secrétaire du gau Basse-Rhénanie-Westphalie à Essen. En outre, Gerig est membre du conseil d'administration de la section chrétienne du DHV et agit en tant que membre du conseil exécutif de l'organisation parapluie de la Confédération allemande des syndicats à Berlin.
Gerig est soldat pendant la Première Guerre mondiale et reçoit des récompenses militaires avant d'être retiré du front.
Après son mariage avec Hanna Degenhardt le 10 mai 1924 à Potsdam, il s'installe avec sa famille à Cologne-Deutz.
Inscrit au Zentrum à partir de 1913, il est membre du parlement prussien de 1921 à 1924 et du Reichstag de 1923 à 1933.
Avec la prise du pouvoir par les nazis, une période de persécution politique commence pour Gerig. Lorsque le Deutsche Arbeitsfront impose la Gleichschaltung, il est licencié le 25 juin 1933 avec une petite indemnité de licenciement du DHV et perd le droit à sa pension légalement garantie. Gerig est considéré comme politiquement peu fiable et est exclu de travailler dans d'autres associations. Une émigration prévue vers le Brésil échoue. Gerig tente en vain de gérer une épicerie pour subvenir aux besoins économiques de sa famille. Il est brièvement soutenu et employé par l'Office municipal de protection sociale à Cologne. À partir du 25 juillet 1937, Gerig trouve un emploi de vendeur dans les usines de Cologne Ford. Après une période d'essai d'un mois, il est licencié pour manque de fiabilité politique ; mais il retrouve rapidement du travail. La Deutsche Bank soupçonne Gerig qu'il est responsable des actifs cachés de partis qui ont été investis dans la banque d'Amsterdam. Gerig est en retrait de la politique et méfiant, parce qu'il reste lié à l'église, a des liens secrets avec des personnalités de l'opposition et refuse d'exprimer une opinion politique, notamment en faveur du nazisme.
Gerig est arrêté au moment de l'Aktion Gitter en même temps que d'autres anciens membres du Reichstag et des hommes politiques de partis démocratiques (dont Konrad Adenauer, Josef Baumhoff (de), Peter Schlack (de), Joseph Roth et Peter Paffenholz (de)). Il est arrêté le 23 août 1944, emmené le lendemain à la EL-DE-Haus, prison de Cologne dirigée par la Gestapo et transféré au camp d'éducation par le travail dans le Messelager (de) de Cologne-Deutz. Pendant ce temps, sa femme, Hanna Gerig, tente de le libérer. Le 16 septembre 1944, Gerig est transféré au camp de concentration de Buchenwald avec Baumhoff, Roth et Schlack dans le bloc cellulaire 45. Gerig a le numéro 81614. Il meurt peu après.

## Commémoration
À Cologne-Deutz, une rue a été nommée en l'honneur de Gerig au Conseil de Cologne en 1970 sur proposition du groupe parlementaire CDU. Depuis 1992, l'une des 96 plaques du Mémorial en souvenir des 96 membres du Reichstag assassinés par les nazis commémore Gerig à Berlin près du palais du Reichstag.
L'Église catholique allemande a inscrit Otto Gerig dans son martyrologe du XXe siècle.